# Persone di cognome Romano
| Questa pagina contiene informazioni ricavate automaticamente dalle voci biografiche con l'ausilio del template Bio e di un bot. L'aggiornamento è periodico e automatico e ricostruisce completamente la pagina. Se manca una persona in questa lista, sei pregato di non aggiungerla, ma accertati piuttosto che la sua voce biografica contenga il template Bio e che i dati anagrafici siano correttamente compilati. Se il template Bio manca, inseriscilo tu stesso o, in alternativa, metti l'avviso {{tmp\|Bio}} che ne segnala la mancanza. Se i dati riportati sono sbagliati, correggi direttamente la voce biografica; le modifiche saranno visibili in questa lista entro pochi giorni. Per chiarimenti vedi il progetto antroponimi. La lista contiene solo le 124 persone che sono citate nell'enciclopedia e per le quali è stato implementato correttamente il template Bio. Pagina aggiornata al 23 giu 2025. |

Questa è una lista di persone presenti nell'enciclopedia che hanno il cognome Romano, suddivise per attività principale.

## Allenatori di calcio(2)
- Alessandro Romano, allenatore di calcio e ex calciatore italiano (Roma, n. 1969)
- Giuseppe Romano, allenatore di calcio e ex calciatore italiano (Palermo, n. 1962)

## Allenatori di pallacanestro(1)
- Massimo Romano, allenatore di pallacanestro italiano (Napoli, n. 1970)

## Ammiragli(1)
- Ademaro Romano, ammiraglio italiano (Scalea, n. 1280 - Scalea, † 1345)

## Architetti(2)
- Giovanni Romano, architetto italiano (Acqui Terme, n. 1905 - Milano, † 1990)
- Mario Romano, architetto italiano (Roma, n. 1898 - † 1987)

## Arcivescovi cattolici(1)
- Egidio Romano, arcivescovo cattolico, teologo e filosofo italiano (Roma - Avignone, † 1316)

## Astronomi(1)
- Giuliano Romano, astronomo e divulgatore scientifico italiano (Treviso, n. 1923 - Treviso, † 2013)

## Attiviste(1)
- Monica Romano, attivista, scrittrice e politica italiana (Milano, n. 1979)

## Attori(11)
- Andy Romano, attore statunitense (n. 1936 - Sequim, † 2022)
- Carlo Romano, attore, doppiatore e sceneggiatore italiano (Livorno, n. 1908 - Roma, † 1975)
- Chris Romano, attore televisivo, produttore televisivo e sceneggiatore statunitense (Nashua, n. 1978)
- Fabrizio Romano, attore italiano (Palermo, n. 1974)
- Felice Romano, attore italiano (Poggibonsi, n. 1900 - Roma, † 1959)
- Francesco Romano, attore e regista italiano (Messina, n. 1964 - Los Angeles, † 2025)
- Larry Romano, attore statunitense (Mount Vernon, n. 1963)
- Paolo Romano, attore e regista italiano (Torino, n. 1970)
- Ray Romano, attore e comico statunitense (New York, n. 1957)
- Renato Romano, attore e sceneggiatore italiano (Ischia, n. 1940)
- Sergio Romano, attore italiano (Brescia, n. 1965)

## Attrici(5)
- Christy Carlson Romano, attrice, cantante e youtuber statunitense (Los Angeles, n. 1984)
- Dina Romano, attrice italiana (Pistoia, n. 1876 - Roma, † 1957)
- Dora Romano, attrice italiana (Castellammare di Stabia, n. 1955)
- Jone Romano, attrice italiana (Pistoia, n. 1898 - Roma, † 1979)
- Livia Romano, attrice italiana (Roma, n. 1958)

## Autori televisivi(1)
- Pasquale Romano, autore televisivo e produttore televisivo italiano (Ottaviano, n. 1966)

## Avvocati(1)
- Michele Romano, avvocato e politico italiano (Castelpizzuto, n. 1871 - Castelpizzuto, † 1948)

## Batteristi(1)
- Aldo Romano, batterista e cantante italiano (Belluno, n. 1941)

## Calciatori(14)
- Aldo Romano, ex calciatore italiano (Brescia, n. 1931)
- Ángel Romano, calciatore uruguaiano (Montevideo, n. 1893 - Montevideo, † 1972)
- Diego Romano, calciatore argentino (Buenos Aires, n. 1980)
- Enrico Romano, calciatore italiano
- Enzo Romano, calciatore italiano (Basiliano, n. 1920 - Padova, † 2006)
- Felice Romano, calciatore e allenatore di calcio argentino (Buenos Aires, n. 1894 - Reggio Emilia, † 1971)
- Giovanni Romano, calciatore italiano (Basiliano, n. 1931 - Udine, † 2010)
- Giovanni Romano, calciatore italiano (Siracusa, n. 1929 - Bari, † 1994)
- Giuseppe Romano, calciatore e allenatore di calcio italiano (Brescia, n. 1918 - Tempio Pausania, † 1965)
- Marco Romano, calciatore italiano (Como, n. 1910 - Como, † 1952)
- Moshe Romano, ex calciatore israeliano (Tel Aviv, n. 1946)
- Paul Romano, calciatore francese (Buenos Aires, n. 1891 - Berck, † 1961)
- Silvio Romano, calciatore italiano
- Vincenzo Romano, ex calciatore italiano (Capaccio Scalo, n. 1956)

## Cantautori(2)
- Matteo Romano, cantautore italiano (Cuneo, n. 2002)
- Samuel, cantautore italiano (Torino, n. 1972)

## Cestiste(1)
- Monica Romano, ex cestista italiana (Pomigliano d'Arco, n. 1973)

## Cestisti(3)
- Benjamim Romano, ex cestista angolano (Luanda, n. 1969)
- Carlos Romano, ex cestista e allenatore di pallacanestro argentino (San Miguel de Tucumán, n. 1957)
- Nicolás Romano, cestista argentino (Junín, n. 1987)

## Ciclisti su strada(2)
- Domenico Romano, ex ciclista su strada italiano (Volla, n. 1975)
- Francesco Romano, ciclista su strada italiano (Vittoria, n. 1997)

## Comici(1)
- Edoardo Romano, comico, attore e cabarettista italiano (Napoli, n. 1942)

## Compositori(1)
- Giulio Romano, compositore italiano

## Designer(1)
- Lou Romano, designer, scenografo e doppiatore statunitense (San Diego, n. 1972)

## Diplomatici(1)
- Sergio Romano, diplomatico, storico e giornalista italiano (Vicenza, n. 1929)

## Direttrici d'orchestra(1)
- Erminia Romano, direttrice d'orchestra e pianista italiana (Roma, n. 1921 - Roma, † 1987)

## Doppiatori(2)
- Maurizio Romano, doppiatore italiano (Cassino, n. 1966 - Vizzolo Predabissi, † 2003)
- Rino Romano, doppiatore e attore canadese (Toronto, n. 1969)

## Doppiatrici(1)
- Laura Romano, doppiatrice e attrice italiana (Roma, n. 1970)

## Filosofi(1)
- Judah ben Moses Romano, filosofo e traduttore italiano (Roma - † 1330)

## Fisici(1)
- Aldo Romano, fisico e economista italiano (San Vito dei Normanni, n. 1934 - Brindisi, † 2015)

## Ginnasti(1)
- Guido Romano, ginnasta italiano (Modena, n. 1887 - Altopiano dei Sette Comuni, † 1916)

## Giocatori di baseball(1)
- Mike Romano, ex giocatore di baseball e allenatore di baseball statunitense (Swindon, n. 1953)

## Giocatori di calcio a 5(1)
- Sergio Romano, giocatore di calcio a 5 italiano (Roma, n. 1987)

## Giornaliste(1)
- Carla Romano, giornalista britannica (Glasgow, n. 1969)

## Giornalisti(2)
- Beda Romano, giornalista e scrittore italiano (Roma, n. 1967)
- Fabrizio Romano, giornalista italiano (Napoli, n. 1993)

## Giuristi(4)
- Bartolomeo Romano, giurista italiano (Palermo, n. 1964)
- Bruno Romano, giurista e filosofo italiano (Enna, n. 1942)
- Cesare Romano, giurista italiano (Sesto San Giovanni, n. 1969)
- Santi Romano, giurista, magistrato e politico italiano (Palermo, n. 1875 - Roma, † 1947)

## Hockeisti su ghiaccio(1)
- Roberto Romano, ex hockeista su ghiaccio canadese (Montréal, n. 1962)

## Imprenditori(1)
- Étienne Romano, imprenditore francese (Aubagne, n. 1889 - Aups, † 1966)

## Magistrati(1)
- Filippo Romano, magistrato italiano (Francavilla di Sicilia, n. 1907 - Bergamo, † 1990)

## Medici(1)
- Lucio Romano, medico e politico italiano (Aversa, n. 1955)

## Mercanti d'arte(1)
- Salvatore Romano, mercante d'arte e antiquario italiano (Meta di Sorrento, n. 1875 - Firenze, † 1955)

## Militari(2)
- Alberto Romano, militare italiano (Cesa, n. 1917 - Salerno, † 1996)
- Sergente Romano, militare e brigante italiano (Gioia del Colle, n. 1833 - Gioia del Colle, † 1863)

## Nobili(2)
- Ezzelino I da Romano, nobiluomo e politico italiano
- Ezzelino II da Romano, nobiluomo e politico italiano

## Nuotatrici(1)
- Megan Romano, nuotatrice statunitense (St. Petersburg, n. 1991)

## Oboisti(1)
- Carlo Romano, oboista italiano (Roma, n. 1954)

## Patrioti(1)
- Giandomenico Romano, patriota e politico italiano (Castelnuovo della Daunia, n. 1828 - Napoli, † 1888)

## Pattinatrici artistiche a rotelle(1)
- Tanja Romano, pattinatrice artistica a rotelle italiana (Trieste, n. 1983)

## Pediatri(1)
- Cesarino Romano, pediatra italiano (Voghera, n. 1924 - Genova, † 2008)

## Pianisti(1)
- Fabio Romano, pianista italiano (Palermo, n. 1967)

## Pittori(2)
- Elio Romano, pittore italiano (Trapani, n. 1909 - Catania, † 1996)
- Generoso Romano, pittore e critico d'arte italiano (Foggia, n. 1924 - Aosta, † 2011)

## Poetesse(1)
- Lalla Romano, poetessa, scrittrice e giornalista italiana (Demonte, n. 1906 - Milano, † 2001)

## Poeti(1)
- Immanuel Romano, poeta italiano (Roma - Fermo)

## Politici(11)
- Andrea Romano, politico e storico italiano (Livorno, n. 1967)
- Angelo Romano, politico italiano (Capriglia Irpina, n. 1934)
- Antonio Romano, politico italiano (Grottaminarda, n. 1895 - Grottaminarda, † 1976)
- Bruno Romano, politico italiano (Napoli, n. 1920 - † 1975)
- Domenico Romano, politico italiano (Melicucco, n. 1877 - † 1965)
- Francesco Saverio Romano, politico italiano (Palermo, n. 1964)
- Iunio Valerio Romano, politico italiano (Lecce, n. 1971)
- Liborio Romano, politico italiano (Patù, n. 1793 - Patù, † 1867)
- Paolo Romano, politico italiano (Asti, n. 1984)
- Riccardo Romano, politico italiano (Cava de' Tirreni, n. 1922 - Agropoli, † 2003)
- Ruggero Romano, politico italiano (Noto, n. 1895 - Dongo, † 1945)

## Presbiteri(1)
- Vincenzo Romano, presbitero italiano (Torre del Greco, n. 1751 - Torre del Greco, † 1831)

## Procuratori sportivi(1)
- Francesco Romano, procuratore sportivo e ex calciatore italiano (Saviano, n. 1960)

## Produttori discografici(1)
- Michelangelo Romano, produttore discografico, giornalista e paroliere italiano (Napoli, n. 1948)

## Rapper(1)
- Jack the Smoker, rapper e produttore discografico italiano (Milano, n. 1982)

## Registe(1)
- Gabriella Romano, regista e scrittrice italiana (Torino, n. 1960)

## Rugbisti a 15(2)
- Lorenzo Romano, rugbista a 15 italiano (Bagno a Ripoli, n. 1989)
- Luke Romano, rugbista a 15 neozelandese (Nelson, n. 1986)

## Schermidori(1)
- Marco Romano, ex schermidore italiano (Napoli, n. 1953)

## Scrittori(1)
- Livio Romano, scrittore italiano (Nardò, n. 1968)

## Scultori(6)
- Adolfo Romano, scultore e pittore italiano (Messina, n. 1894 - Messina, † 1972)
- Alessandro Romano, scultore e pittore italiano (Roma, n. 1944)
- Giovanni Cristoforo Romano, scultore e medaglista italiano (Roma, n. 1456 - Loreto, † 1512)
- Marco Romano, scultore italiano (Roma - Venezia)
- Paolo Romano, scultore e orafo italiano (Sezze - † 1470)
- Peppe Romano, scultore italiano (Caulonia, n. 1920 - Roma, † 2009)

## Sollevatori(1)
- Yossef Romano, sollevatore israeliano (Bengasi, n. 1940 - Monaco di Baviera, † 1972)

## Storici(3)
- Giacinto Romano, storico italiano (Eboli, n. 1854 - Milano, † 1920)
- Ruggiero Romano, storico italiano (Fermo, n. 1923 - Parigi, † 2002)
- Salvatore Francesco Romano, storico italiano (Acquaviva Platani, n. 1910 - Como, † 1994)

## Storici dell'arte(1)
- Giovanni Romano, storico dell'arte italiano (Carmagnola, n. 1939 - Torino, † 2020)

## Vescovi cattolici(2)
- Ambrogio Romano, vescovo cattolico italiano (Tramonti - Tramonti, † 1510)
- Emanuele Romano, vescovo cattolico italiano (Gela, n. 1912 - Palermo, † 1998)

## Violinisti(1)
- Corrado Romano, violinista italiano (Milano, n. 1920 - Ginevra, † 2003)

## Senza attività specificata(1)
- Freddy Romano, ex sciatore freestyle italiano (Berna, n. 1966)